# Marines (album)
Pour les articles homonymes, voir Marines.
Albums de Tri Yann
30 ans au Zénith la Tradition Symphonique 2
Marines est le douzième album du groupe breton Tri Yann, sorti le 22 septembre 2003. Cet album-concept est le premier volet d'un diptyque qui parle de la mer et des marins. Cet album comporte douze titres à sa sortie. Il reparaît en 2004 avec une treizième chanson enregistrée avec Anggun, la chanteuse indonésienne. 
Le titre Marie-Jeanne Gabrielle est une reprise de la chanson de Louis Capart.

## Liste des chansons
| No  | Titre                                                                  | Durée |
| --- | ---------------------------------------------------------------------- | ----- |
| 1.  | Whisky, Whisky (Tri Yann)                                              |       |
| 2.  | Sein 1940 (Tri Yann - Traditionnel)                                    |       |
| 3.  | Lest du diable (Tri Yann - Traditionnel)                               |       |
| 4.  | Divent an dour (Gilles Servat - Traditionnel/Tri Yann)                 |       |
| 5.  | L'Épopée de monsieur Cassard (Tri Yann - Traditionnel/Tri Yann)        |       |
| 6.  | Nantillaise (Tri Yann)                                                 |       |
| 7.  | Le Naufrage du chaland de Jim Boyd (Traditionnel)                      |       |
| 8.  | Marie-Jeanne-Gabrielle (Louis Capart)                                  |       |
| 9.  | La Campagne du Belem de 1902 (Tri Yann - Traditionnel)                 |       |
| 10. | Belle Virginie (Tri Yann - Traditionnel)                               |       |
| 11. | Le Navire étonnant (Tri Yann - Patrick Denain)                         |       |
| 12. | La Complainte de Louis-Marie Jossic (Tri Yann - Patrick Ewen)          |       |
| 13. | La mer est sans fin (avec Anggun, version française de Divent an dour) |       |

## Musiciens
- Jean Chocun : chant, mandoline, banjo
- Jean-Paul Corbineau : chant
- Jean-Louis Jossic : chant, cromorne, psaltérion
- Gérard Goron : chant, batterie, percussions, mandoloncelle, dulcimer, guitare électrique
- Jean-Luc Chevalier : guitares électrique et acoustique, basse
- Konan Mevel : cornemuse, veuze, northumbrian pipe et uillean pipe, low whistle
- Freddy Bourgeois : chant, claviers, piano
- Christophe Peloil : chant, violon, alto, basse fretless, tin whistle

Avec la participation de :
- Maud Caron : violoncelle
- Gurvan Mevel : caisse claire écossaise, tom, grosse caisse
- Gwenhaël Mevel : bombarde
- Steven Goron : percussions
- Digue Bazar Compagnie : fanfare
- Anggun : Chant